# Distretto di Asmat
Il distretto di Asmat è distretto dell'Eritrea nella regione dell'Anseba, con capoluogo Asmat.